# Sam Trickett
Sam Trickett (Retford, 2 luglio 1986) è un giocatore di poker britannico.
È noto principalmente per la seconda posizione ottenuta nel torneo Big One for One Drop, perdendo all'heads-up contro Antonio Esfandiari, che gli ha fruttato una vincita di 10000000 $.
Nel 2011 ha vinto il main event del Partouche Poker Tour; nello stesso anno ha centrato anche il primo posto all'High Roller dell'Aussie Millions. Nel 2013 ha vinto il Super High Roller sempre all'Aussie Millions.

## Poker
Trickett inizia a giocare a poker nel 2005 dopo un infortunio al ginocchio che ha messo fine alla sua carriera di calciatore.
Nel 2008 ha vinto il Grosvenor UK Poker Tour (GUKPT) Luton Main Event, guadagnando $215.178. Alla fine del 2010 ha partecipato assieme a Tom Dwan, John Juanda e Phil Ivey ad una serie di eventi cash game high-stakes a Macao, giocando contro facoltosi uomini d'affari cinesi. In un'intervista nel numero di gennaio 2011 della rivista Bluff Europe, Trickett ha rivelato che ha vinto circa £1,000,000 in questi eventi e che stava attualmente imparando il cinese.
Il 3 luglio 2012, arriva secondo al torneo $1M Big One for One Drop delle WSOP, vincendo la somma di $10,112,001. Il 1º febbraio 2013 vince il torneo $250,000 Challenge delle Aussie Millions, vincendo AU$2,000,000.
Ha collezionato anche due tavoli finali al World Poker Tour, per un guadagno di $101,183.
Al 15 settembre 2015, il totale delle sue vincite nei tornei live si attesta pari a $20,566,809, di cui $11,270,518 vinti alle WSOP. Risulta al primo posto nella classifica dei guadagni tra i giocatori di poker inglesi, e al settimo posto nella classifica mondiale dopo Daniel Negreanu, Antonio Esfandiari, Erik Seidel, Daniel Colman, Phil Ivey e Scott Seiver.
Al 15 febbraio 2019, le sue vincite totali nei tornei dal vivo ammontano a $20.849.721, piazzandolo al 20º posto nella lista di tutti i tempi dei soldi del poker e al 2º posto nella lista di tutti i tempi dell'Inghilterra.

## Vita personale
Nel gennaio 2013, Trickett ha annunciato il suo fidanzamento con la compagna di lunga data Natasha Sandhu, anche se in un'intervista nel dicembre 2014 ha annunciato di essersi separato da Natasha, che è stata la sua compagna per oltre 10 anni.